# 熊本和夫
熊本 和夫（くまもと かずお、1976年 - ）は、広島県出身の日本の情報通信工学者。大阪工業大学工学部電子情報システム工学科教授。工学博士（大阪大学）。Ciscoネットワーキングアカデミーインストラクター、第一級陸上特殊無線技士。マイクロ波ミリ波フォトニクス(MWP)研究専門委員会委員。
主な専門は、無線通信工学（ソフトウェア無線含む）、IoT・光通信工学。主な所属学会は、電子情報通信学会（IEICE）など。

## 略歴
1999年大阪大学大学院工学研究科通信工学専攻修士課程修了。2002年同大学院工学研究科通信工学専攻博士課程修了、工学博士（大阪大学）。2002年大阪工業大学工学部電子情報通信工学科（のちの電子情報システム工学科）に着任。准教授を経て、2023年同学部電子情報システム工学科教授。

## 主な研究
- ファイバーネットワークを介した放送と異種無線通信の融合
- RoF-DASを用いたユーザ主体の電波空間の構築方法の提案
- マルチアンテナ環境における適応伝送方式を用いた無線中継伝送[5]
- MIMO無線オーバーファイバー中継システムの提案分析と基礎実験評価
- 2μm帯波長を用いたRoF信号のFSO-MIMO伝送実験
- 広帯域無線信号の一括光伝送による放送・通信の融合に関する研究 - 大阪大学・国際電気通信基礎技術研究所(ATR)との共同研究[6]
- 大阪工業大学開発の超小型人工衛星プロイテレス2号機の人工衛星用通信モジュール・アンテナの開発

指導する電子情報システム工学科学生がIoT関連の研究において、京阪神スタートアップアカデミアコアリション(KSAC)支援のイノベーション人材開発ピッチコンテスト「KANSAI STUDENTS PITCH Grand Prix2022」で、最優秀賞（農業 x IoTデバイスAquCommのアグリテックで、米農家の生産性向上を目指すビジネスプラン）を受賞している。